# Železničná spoločnosť Slovensko
De Železničná spoločnosť Slovensko (vertaald: "Spoorwegmaatschappij Slowakije", afkorting: ŽSSK) is een vervoersonderneming. Aan haar naam wordt het complement "National Carrier" toegevoegd. Deze maatschappij organiseert passagiersvervoer per trein op de lijnen van de ŽSR. Ze is gevestigd in Bratislava (Rožňavská 1) en is via het Ministerie van Vervoer, Bouw en Regionale Ontwikkeling, eigendom van de Slowaakse staat.

## Geschiedenis
De onderneming werd opgericht op 13 december 2004 bij regeringsbesluit de dato 7 juli 2004 en 13 december 2004. Ze werd in het handelsregister ingeschreven op 1 januari 2005.

## Treinen
- SC SuperCity: snelle interstedelijke verbinding,
- Ex Expres: stopt alleen in steden,
- EC EuroCity: snelle internationale trein,
- EN EuroNight: nachttrein,
- R Rýchlik: sneltrein,
- RR Regionálny Rýchlik: regionale sneltrein,
- REX Regionálny Expres: regionale exprestrein.

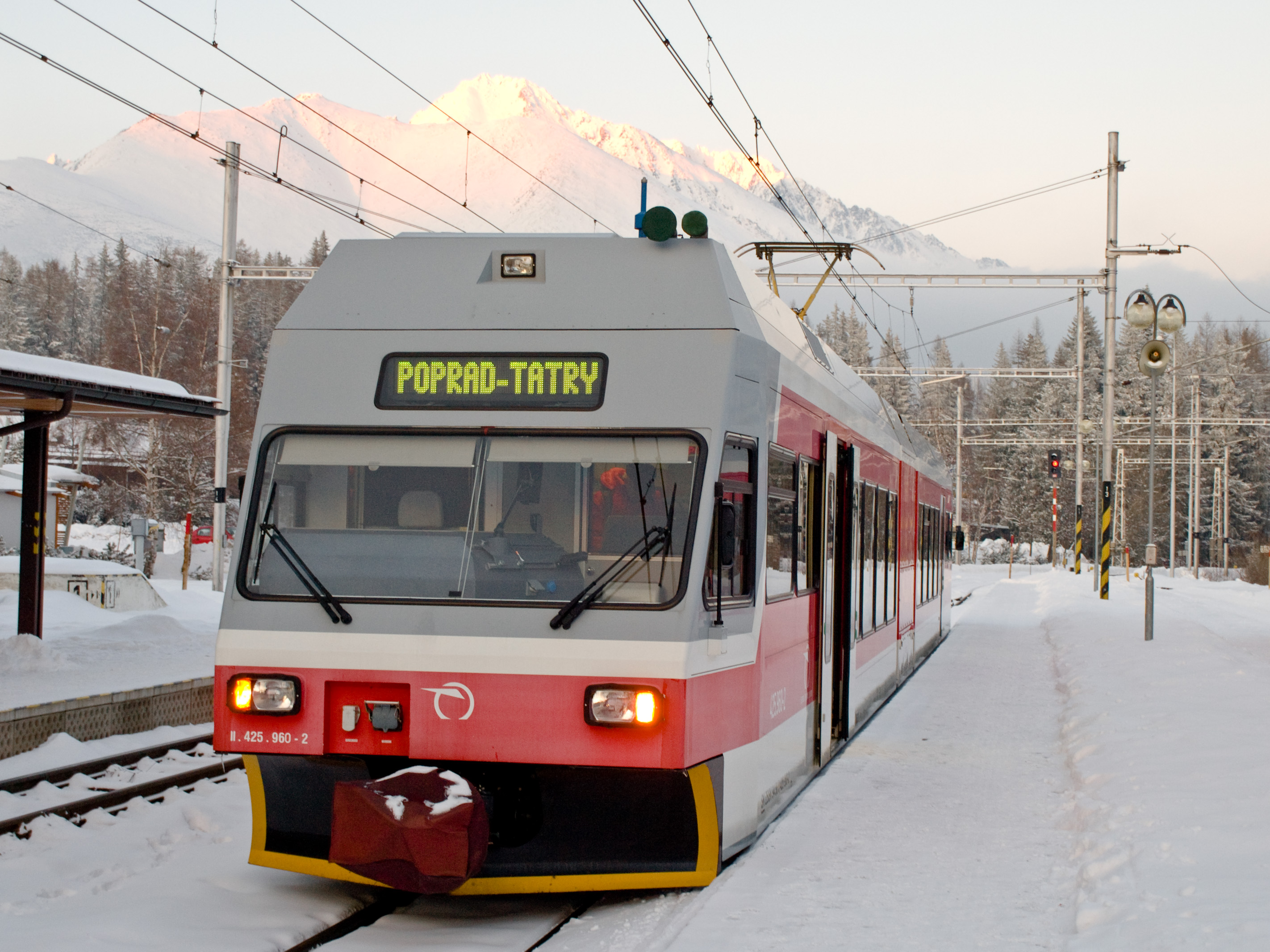
De tram van de Hoge Tatra rijdt op smalspoor.

De sneltreinen van de categorie R en RR rijden alleen in binnenlands verkeer. De overige verzekeren ook internationaal verkeer.
De ŽSSK organiseert niet alleen reizigerstreinen op normaalspoor, maar ook op de volgende smalspoorlijnen:
- Štrba-Štrbské Pleso (lijn 182 - ŽSSK),
- Tram van de Hoge Tatra.

## Treindienst

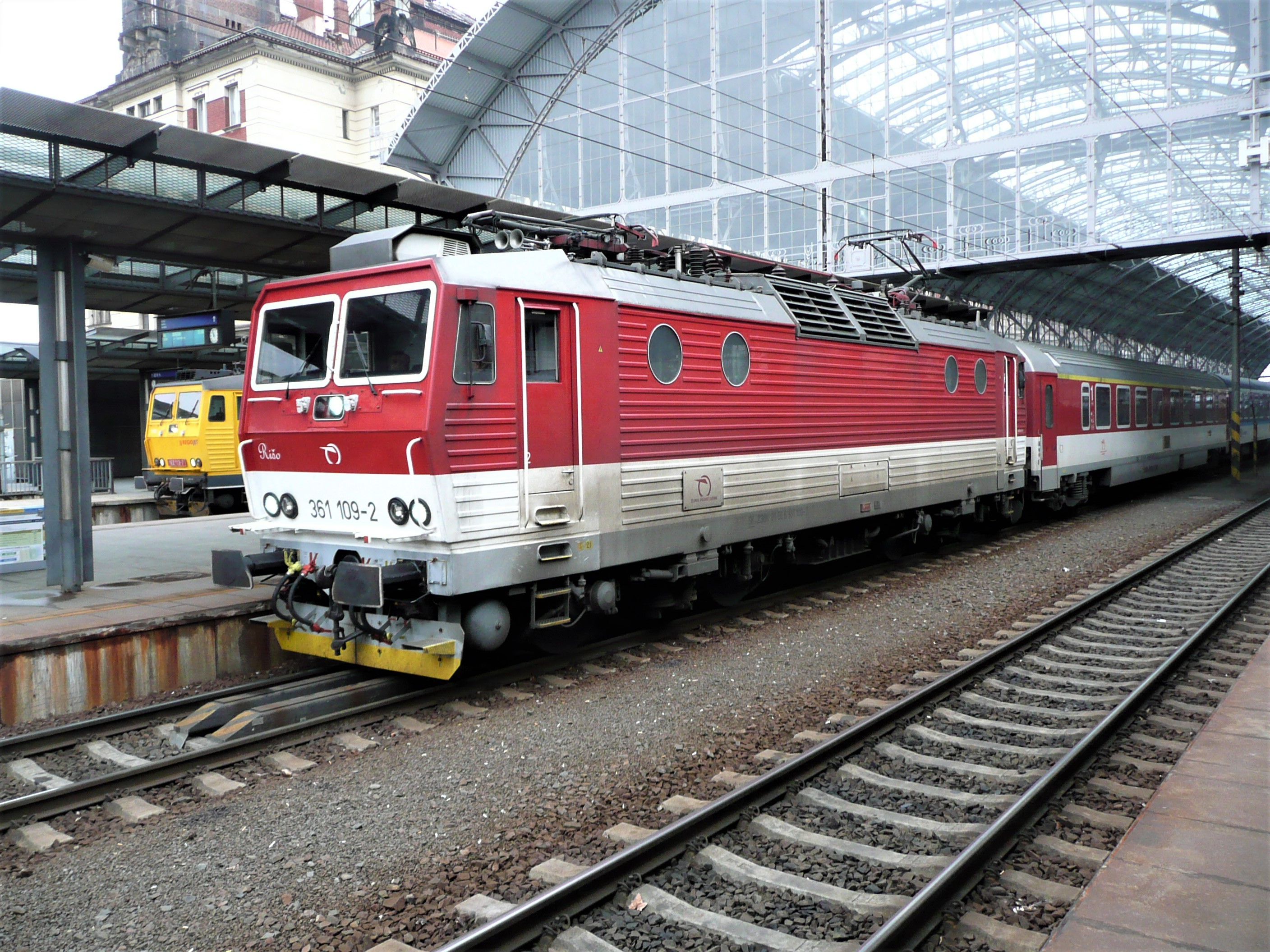
Een Slowaakse trein in Praag.

Sedert 9 december 2012 geldt op verscheidene lijnen een gecadanseerde dienstregeling. Dit is onder meer het geval op de verbindingen: 
- Bratislava - Zvolen,
- Zvolen - Žilina,
- Zvolen - Košice,
- Bratislava - Prievidza.

Met ingang van de dienstregeling 2015-2016 rijdt om de twee uren een sneltrein op de verbinding Bratislava - Banská Bystrica en vice-versa.
Tijdens de treindienst in voege vanaf december 2015, organiseerde de maatschappij ongeveer 1.450 treinen per dag :

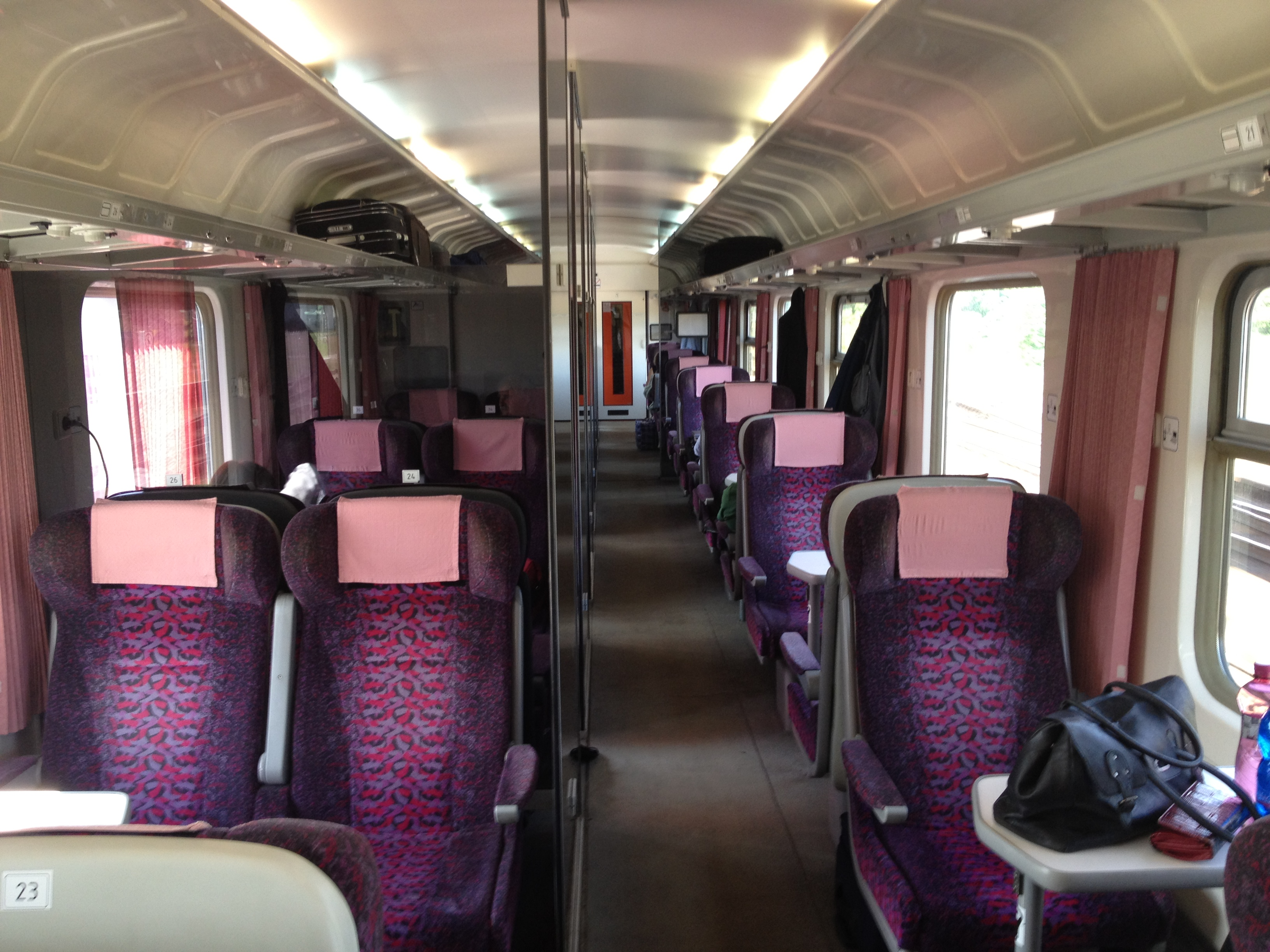
Interieur van een trein.

- 2 SuperCity (SC),
- 22 EuroCity (EC),
- 27 Expres-treinen (Ex),
- 136 RegionalExpres (REX),
- 6 EuroNight (EN),
- 45 Rýchlik (R),
- 13 Regionálny rýchlik (RR),
- 1.185 andere passagierstreinen.

## Wagenpark
De ŽSSK bezit elektrische locomotieven en diesellocomotieven, dieselmotorwagens en dito motorstellen, evenals elektrische motorstellen. De reeksen met nummers 240, 350, 750 en 754 omvatten de bekendste voertuigen. 
Het rijdend materieel heeft de afgelopen tien jaar een dynamische vernieuwing ondergaan. De reeksen 361, 381, 671, 757, 840 en 861 zijn de meest recente. Op sommige lijnen rijden oudere treinen. 

### Langeafstandsvervoer
Het merendeel van het wagenpark voor snel verkeer is uitgerust met airconditioning en 230 volt-contactdozen. Geleidelijk  wordt ook een wifi-verbinding ingebouwd. Het vacuümtoilet is standaard ter beschikking.
Voor de nachttreinen (EN) hebben de Slowaakse Spoorwegen onder meer slaapwagens met bedden in gebruik.

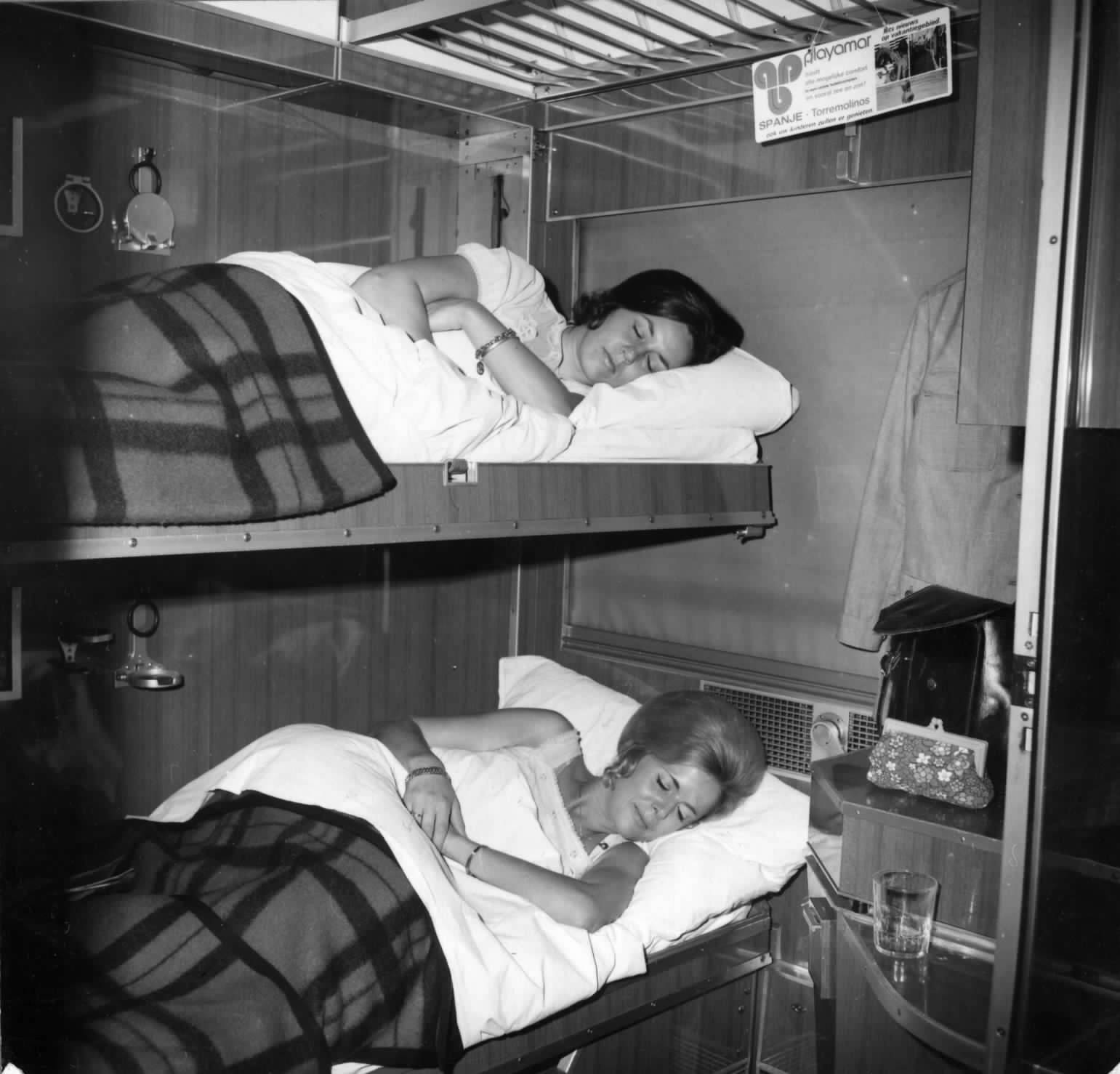
Interieur van een slaaprijtuig.

### Regionaal vervoer
Het streekvervoer wordt grotendeels uitgevoerd met moderne treinen.

## Mededinging
De Maatschappij der Slowaakse Spoorwegen is niet de enige spoorwegvervoerder in Slowakije.
Het bedrijf RegioJet verzorgt personenvervoer op de volgende lijnen:
- Praag - Žilina - Košice,
- Praag - Žilina - Košice - Humenné,
- Bratislava - Dunajská - Komárno (lijn 131) met gehuurde Talent-motorstellen in gele kleur.

De onderneming Leo Express biedt reizigersvervoer aan op de route: Praag - Žilina - Prešov - Košice.

## Vervoerbewijs
Reisbiljetten worden aan de loketten in de stations verkocht,  voor zoverre deze daarmee zijn uitgerust. 
Met ingang van 1 februari 2012 introduceerde de ŽSSK voor alle treinen in het binnenlandse verkeer, de verkoop van tickets via de mobiele telefoon met internetverbinding. 
Deze reisbiljetten konden aanvankelijk niet vroeger dan 60 dagen en niet later dan 3 uren voor het vertrek van de trein worden aangekocht. Voor IC-treinen gold de ticketverkoop tot 15 minuten voor het vertrek.
Anno 2021 zijn alle reisbiljetten in binnenlands verkeer via de webwinkel te koop, evenals tijdkaarten voor het Tatra-spoorwegnet. 
Het ligt in de bedoeling om de verkoop via het internet uit te breiden tot internationale tickets naar de buurlanden, behalve Oekraïne.

## Verkeersvoordelen
Op 17 november 2014 introduceerde de tweede regering van Robert Fico verkeersvoordelen onder bepaalde voorwaarden, in de treinen van de ŽSSK.
Toepassingsgebied:
- kinderen jonger dan 6 jaar,
- kinderen van 6 tot 12 jaar,
- leerlingen en studenten jonger dan 26 jaar,
- gepensioneerden jonger dan 62 jaar,
- senioren ouder dan 62 jaar, ongeacht hun nationaliteit, op vertoon van hun identiteitskaart.